# Pokémon Sun en Moon
Pokémon Sun (Japans: ポケットモンスターサン) en Pokémon Moon (Japans: ポケットモンスタームーン) zijn computerspellen uit de Pokémon-franchise voor de Nintendo 3DS. De spellen zijn in februari 2016 aangekondigd en zijn in november 2016 uitgebracht.
De nieuwe regio die in dit spel is geïntroduceerd heet Alola. Deze regio is gebaseerd op Hawaï. Alola bestaat uit vier grote eilanden en een aantal kleinere, waarvan één een kunstmatig eiland is.